# The Idiot
The Idiot é o primeiro álbum de estúdio do músico americano Iggy Pop, lançado em 18 de março de 1977 pela RCA Records. Foi produzido por David Bowie e gravado principalmente no Château d'Hérouville na França. Lançado após a separação dos Stooges, marca um período em que Bowie e Pop mudaram-se para a Europa em um esforço para se livrarem do vício em drogas.
Descrito por Iggy como "um cruzamento entre James Brown e Kraftwerk ", The Idiot marca uma mudança de som do proto-punk dos The Stooges para um som mais suave, sombrio e mecânico com nuances eletrônicas. A gravação começou no Château em junho de 1976 e prosseguiu até julho. Outras sessões aconteceram no Musicland Studios em Munique em agosto. Bowie compôs a maior parte das melodias e contribuiu com grande parte da instrumentação, enquanto Iggy concentrou-se principalmente na escrita das letras em sintonia com a música que Bowie estava desenvolvendo. O título do álbum foi inspirado no romance O Idiota de Fiódor Dostoiévski, enquanto a arte da capa é uma releitura da tela Roquairol de Erich Heckel.
Após a conclusão do disco, Bowie começou a gravar seu próximo álbum Low, que apresenta uma sonoridade semelhante a The Idiot. Low foi lançado em janeiro de 1977 e foi um sucesso comercial, obrigando a RCA Records a lançar The Idiot dois meses depois. Após o seu lançamento, o álbum recebeu críticas divididas, embora amplamente positivas, dos críticos musicais, muitos dos quais notaram uma mudança no tom musical em relação ao trabalho anterior de Iggy com os Stooges. Foi acompanhado pelo lançamento de dois singles, "Sister Midnight" e "China Girl", em fevereiro e maio de 1977, respectivamente; Mais tarde, Bowie lançou sua própria versão de "China Girl" como single em 1983.
Iggy promoveu o álbum com uma turnê entre março e abril de 1977, com Bowie como tecladista. Posteriormente, ambos colaboraram novamente no segundo álbum de estúdio de Iggy, Lust For Life;. O álbum Influenciou bandas de pós-punk, industriais e góticas, incluindo Joy Division. Segundo se conta, em 1980, o vocalista da banda Joy Division, Ian Curtis, cometeu suicídio se enforcando na cozinha de sua casa enquanto ouvia este álbum.

## Antecedentes
Do final da década de 1960 ao início da década de 1970, Iggy Pop foi o vocalista da banda proto-punk The Stooges. Ele se tornou conhecido por seu comportamento selvagem no palco que ajudou o grupo a conquistar fãs fiéis. Durante seu tempo com os Stooges, teve pouco sucesso comercial e quase todos os membros, incluindo Iggy, sofriam de dependência de drogas. Em 1971, David Bowie e Iggy conheceram-se e tornaram-se amigos. Bowie foi contratado para mixar o álbum Raw Power de 1973 dos Stooges. Logo após esse lançamento, a banda separou-se em 1974 por causa de brigas internas, pela falta de apoio de grandes gravadoras e pelo vício em drogas de Iggy, fazendo com que Iggy e Bowie interrompessem as colaborações. Após a separação, Iggy gravou musicas com o seu colega de Stooges, James Williamson, mas essas musicas não foram lançadas até 1977 (foram lançadas no álbum Kill City, creditado conjuntamente a Iggy e Williamson). Iggy tentou se estabelecer como artista solo e fez testes para se juntar a outras bandas como The Doors e Kiss, mas essas aventuras não tiveram sucesso. Percebendo que seu vício em heroína o estava destruindo, Iggy se internou no Instituto Neuropsiquiátrico da Universidade da Califórnia, em Los Angeles, em busca de ajuda para ficar sóbrio; Bowie foi um dos poucos a visitar Iggy durante sua estadia. Iggy relembrou: "Ninguém mais veio  ... nem mesmo meus supostos amigos de Los Angeles. Mas Bowie veio." Iggy e Bowie se reuniram em meados de 1975 e tentaram gravar algumas faixas, mas os dois homens estavam profundamente viciados em drogas, então as sessões foram em sua maioria improdutivas. Sobre o fracasso das sessões, Bowie comentou: "Ele nunca chegará aos estúdios de gravação a tempo. Iggy está condenado." 
As tentativas de reabilitação de Iggy em 1974 e 1976 foram malsucedidas, e o biógrafo de Bowie, Thomas Jerome Seabrook, considerou o ano de 1976 como o período em que Iggy atingiu seu ponto mais baixo. Sabendo que precisava ficar sóbrio, Iggy aceitou o convite para acompanhar Bowie em sua turnê de 1976. A esse ponto, Bowie também queria se desvencilhar do vício em drogas. Durante a turnê, Iggy ficou impressionado com a ética de trabalho de Bowie, afirmando mais tarde que aprendeu todas as suas técnicas de autoajuda com Bowie na turnê. Houve novas conversas sobre Iggy gravar um álbum solo com Bowie como produtor. Bowie e o guitarrista Carlos Alomar escreveram uma nova música, intitulada "Sister Midnight", e a ofereceram a Iggy; Bowie ocasionalmente a tocou ao vivo na turnê. Perto do final da turnê, Bowie e Iggy sabiam que queriam evitar a cultura das drogas de Los Angeles e decidiram se mudar para a Europa. Ao concluir, Bowie estava inicialmente interessado em produzir "Sister Midnight" em Munique, Alemanha, para o lançamento da faixa como single. Depois de visitar o Château d'Hérouville em Hérouville, França, o mesmo lugar onde Bowie gravou seu álbum Pin Ups de 1973, ele decidiu produzir um álbum inteiro para o Iggy lá. Bowie reservou dois meses de estúdio no Château no final do verão de 1976.

## Gravação
Bowie e Iggy chegaram ao Château d'Hérouville em junho de 1976 para gravar um álbum. Bowie se uniu ao novo proprietário do estúdio, Laurent Thibault, ex-baixista da banda francesa Magma, e pediu-lhe para tocar o baixo e atuar como engenheiro de som; Thibault contratou o francês Michel Santangeli para tocar bateria. Bowie começou a compor as faixas que acabaram em The Idiot no teclado e na guitarra. Após a chegada de Santangeli, Bowie tocou as faixas para ele usando um piano elétrico Baldwin. Durante dois dias, com orientação mínima, Santangeli tocou as faixas brutas (que ele presumiu serem demos), as primeiras gravações muitas vezes tornando-se parte da mixagem final. Bowie dispensou Santangeli no final do segundo dia, levando-o a acreditar que sua forma de tocar era inadequada e que ele não apareceria no álbum; Santangeli mais tarde expressou arrependimento pelo som final da bateria. Posteriormente, Bowie começou a adicionar partes de guitarra. No geral, Bowie contribuiu com guitarra, piano elétrico, sintetizador, saxofone e backing vocals para o álbum.
Depois que as faixas de apoio foram compostas com a guitarra, teclado e bateria, Bowie fez com que Thibault adicionasse o baixo a elas com pouca orientação. Em julho de 1976, Bowie trouxe sua própria seção rítmica composta pelo baixista George Murray e pelo baterista Dennis Davis para fornecer overdubs em algumas faixas, incluindo "Sister Midnight" e "Mass Production". Enquanto Bowie compôs grande parte da música para The Idiot, Iggy escreveu a maior parte das letras no estúdio, muitas vezes em resposta à música que Bowie estava compondo. Iggy também fez questão de improvisar algumas de suas letras no microfone, algo que fascinou Bowie, que mais tarde usou esse método na gravação de "Heroes" (1977).
A gravação continuou em agosto de 1976 no Musicland Studios em Munique, que pertencia ao futuro colaborador de Bowie e produtor de música eletrônica, Giorgio Moroder. Aqui, iggy gravou a maior parte de seus vocais, junto com overdubs de guitarra adicionais fornecidos pelo guitarrista Phil Palmer que, como Santangeli e Thibault, regravou algumas partes de guitarra de Bowie com pouca orientação. Palmer descreveu a colaboração criativa com Iggy e Bowie como "vampírica" porque ele nunca via os artistas durante o dia e a colaboração era estimulante, mas inquietante.  A escolha original de Bowie para guitarrista foi o ex- membro do King Crimson, Robert Fripp, que mais tarde trabalharia com ele em "Heroes".  A última faixa gravada para The Idiot foi "Nightclubbing", com Bowie tocando a melodia no piano usando uma velha bateria eletrônica como apoio. Quando Iggy se declarou feliz com o resultado, Bowie protestou que eles precisavam de uma bateria de verdade para finalizá-lo. Iggy insistiu em manter a bateria eletrônica, dizendo "é arrasador, é melhor que baterista".
Quando a gravação foi concluída, Bowie e Iggy viajaram para Berlim para mixar o álbum no Hansa Studio 1 (não, como muitas vezes é relatado incorretamente, no maior Studio 2 do Muro de Berlim). Como seu ex-produtor Tony Visconti já estava na fila para co-produzir o próximo álbum de Bowie, Bowie o chamou para ajudar na mixagem do disco, de modo a familiarizá-lo com a nova maneira de trabalhar de Bowie. Dada a qualidade quase demo das fitas, o trabalho de pós-produção foi, nas palavras de Visconti, "mais um trabalho de salvamento do que uma mixagem criativa".

## Estilos e temas
The Idiot marca uma mudança drástica para o Iggy do som proto-punk agressivo dos Stooges, refletindo um som mais suave, sombrio e introspectivo com elementos como "figuras de guitarra fragmentadas, linhas de baixo sinistras e partes de teclado discordantes em alto relevo" como bem como seu " barítono mundano e cansado". Na época de seu lançamento, Iggy descreveu The Idiot como "um cruzamento entre James Brown e Kraftwerk ". Retrospectivamente, os comentaristas categorizaram The Idiot principalmente como art rock, mas também notaram a presença do rock gótico, rock industrial, com o álbum descrito como "totalmente fora de sintonia" com o som punk criado pelos Stooges é creditado por ter "inventado" o pós-punk. Em 1981, os editores da NME Roy Carr e Charles Shaar Murray sugeriram que o som eletrônico do The Idiot havia sido "pioneiro" em  Low (1977), enquanto em 2016, Nicholas Pegg o descreveu como "um trampolim entre Station to Station de Bowie e Low ". De acordo com o crítico Simon Reynolds da Tidal Magazine, os "grooves mecanicistas, bateria frágil e texturas de guitarra ásperas" do álbum anteciparam a Trilogia Berlim de Bowie e permitiram que Bowie explorasse seu fascínio pelos sons eletrônicos alemães inspirados no Neu! e outras bandas. Wesley Strick da revista Circus descreveu a música como "mecanizada", semelhante a " Fame " de Bowie, mas "com ritmos afinados em um pulso acelerado", enquanto Richard Riegel do Creem a chamou de "metal de estúdio profissional, com ocasionais conotações eletrônicas alemãs".  Nick Kent da NME descreveu a música como "totalmente presa e acorrentada a um aroma completamente prejudicial à saúde do mal e ao desconforto do tempo zumbi da zona crepuscular". O biógrafo de Bowie, David Buckley, chamou The Idiot de "um álbum funky e robótico".

### Lado um
Como Bowie e Alomar escreveram principalmente "Sister Midnight", é semelhante ao estilo funk das faixas "Fame" e " Stay " de Bowie, descritas por Seabrook e O'Leary como a música mais representativa do período pré-Berlim de Bowie. Sua falta de instrumentação abertamente eletrônica desmentia o que o crítico Dave Thompson descreveu como um "ambiente desafiadoramente futurista". Bowie escreveu a primeira letra do verso de abertura de "Sister Midnight" durante a turnê; Iggy completou o resto no estúdio. Os revisores compararam o desempenho vocal de Iggy ao de Jim Morrison da banda The Doors. O autor Peter Doggett escreve que a identidade de "Sister Midnigh" é irrelevante, explicando que "ela era apenas uma cifra, que poderia enviar [Iggy] voando até a lua ou caindo na Terra... sem que nenhuma das viagens parecesse registrar suas emoções". "Nightclubbing" influenciado pelo Krautrock é considerado um precursor do que Bowie exploraria em Low. O riff foi descrito como uma versão travessa de "Rock and Roll" de Gary Glitter.  Kris Needs descreveu-o como "o som sombrio da discoteca de 1985, enquanto a eletrônica fantasmagórica lava frases escritas no céu sobre uma pulsação disco distorcida e perturbadora". Liricamente, Iggy descreveu "Nightclubbing" como "meu comentário sobre como era sair com ele todas as noites" e "sobre a incrível frieza e sentimento mortal que você sente depois de fazer algo assim e o quanto você gosta disso. Pode ser Los Angeles ou Paris ou Nova York ou qualquer lugar, na verdade".
Originalmente intitulado "Fun Fun Fun", Hugo Wilcken descreve "Funtime" como um "número protogótico".  Pegg escreve que os sons de guitarra e bateria mostram o interesse de Bowie em bandas alemãs como Neu!. Alguns críticos compararam o estilo da música ao Velvet Underground. Para a faixa, Bowie aconselhou Iggy a cantar "como Mae West, como uma vadia que quer ganhar dinheiro".  Liricamente, a música descreve os últimos dias de Bowie e Iggy morando em Los Angeles, com versos como "falando com Drácula e sua equipe". Os vocais de apoio de Bowie foram mixados quase tão alto quanto os vocais principais de Iggy. Iggy a chamou de "canção de amor" em 1977.  "Baby" é liderada principalmente pelo baixo e sintetizador, em vez de bateria. Embora tenha influência alemã, Seabrook considera a música mais brega e menos Krautrock. Liricamente, é sobre um relacionamento que logo irá fracassar. Ao contrário da faixa seguinte, Iggy alerta o ouvinte para “ficar limpo, ficar jovem e não chorar, porque ele já fez tudo”.  Originalmente chamada de "Borderline", "China Girl" é a faixa mais animada do álbum. A música é liderada principalmente por uma guitarra distorcida e um sintetizador. Em termos de produção, é cru e sem polimento em comparação com o remake de Bowie de 1983. É uma história de amor não correspondido inspirada em Kuelan Nguyen, parceira do ator e cantor francês Jacques Higelin, que também estava gravando no castelo na mesma época. O "Shhh..." do protagonista foi uma citação direta de Nguyen depois que Iggy confessou seus sentimentos por ela uma noite. Iggy improvisou a maior parte das letras enquanto estava diante de um microfone de estúdio.

### Lado dois
Em 1997, Iggy explicou as origens de "Dum Dum Boys": "Eu só tinha algumas notas no piano, não consegui terminar a música. Bowie disse: 'Você não acha que poderíamos fazer uma música com isso? "Por que você não conta a história dos Patetas?" Ele me deu o conceito da música e  ... o título",  originalmente com o nome de "Dum Dum Days". Da mesma forma que é um tributo aos ex-companheiros de banda do Iggy, Stooges, a introdução falada faz referência a Zeke Zettner, Dave Alexander, Scott Asheton e Williamson. Bowie originalmente tocou todas as partes da guitarra sozinho, mas sentindo que sua forma de tocar estava abaixo da média, ele finalmente fez Palmer fazer overdubs em algumas partes.
"Tiny Girls", sequenciada entre as duas musicas mais longas de The Idiot, é uma referencia ao número musical doo-wop dos anos 1950. Liricamente, o ideal de Iggy é conseguir uma "garotinha" sem "passado" e "sem truques". Tanto Pegg quanto Seabrook consideram o desempenho do saxofone de Bowie na faixa um dos melhores.  A faixa final, "Mass Production", é um épico de oito minutos. Seabrook compara-o a musca "Dirt" dos Stooges e "Station to Station" de Bowie. Wilcken descreve a música como uma peça áspera e opressiva dos primórdios da música eletrônica industrial. Começa com um minuto de "ruídos protoindustriais", criados por Thibault usando loops de fita. Bowie sugeriu a letra a Iggy, que mais tarde lembrou: "Ele apenas disse: 'Quero que você escreva uma música sobre produção em massa, porque eu sempre falaria com ele sobre o quanto admirava a beleza da cultura industrial americana. isso estava apodrecendo onde eu cresci."

## Lançamento e promoção
O título de The Idiot foi tirado do romance homônimo de Fyodor Dostoiévski, com o qual Bowie, Iggy e Visconti estavam familiarizados. Em uma entrevista de 1985, Iggy disse que Bowie foi quem deu o título. Iggy sabia que era uma referência ao romance, mas também sentiu que seu amigo estava simplesmente o insultando. A pintura Roquairol de Erich Heckel inspirou a foto da capa do álbum. É uma fotografia em preto e branco tirada pelo fotógrafo Andy Kent, que retrata Iggy fazendo o que Pegg chama de "pose torturada e de membros rígidos" com base na figura da pintura.  Bowie mais tarde usaria a mesma pintura como inspiração para a arte da capa de "Heroes".
Embora Iggy tenha concluído The Idiot em agosto de 1976, Bowie queria ter certeza de que teria seu próprio álbum nas lojas antes do lançamento do Idiot. Thibault opinou que "[Bowie] não queria que as pessoas pensassem que ele foi inspirado pelo álbum de Iggy, quando na verdade era tudo a mesma coisa". Bowie gravou Low entre setembro e outubro, e lançou pela RCA Records em janeiro de 1977.  Como Low tinha um som semelhante ao The Idiot, a gravadora temia que não vendesse bem. No entanto, o primeiro single "Sound and Vision" foram sucessos comerciais. O sucesso de "Sound and Vision" permitiu que Bowie persuadisse a RCA a lançar The Idiot, o que eles fizeram em 18 de março de 1977. The Idiot alcançou a posição 72 na Billboard Top LPs & Tape dos EUA. gráfico, passando 13 semanas no gráfico. Ele também passou três semanas na UK Albums Chart, alcançando a posição 30, marcando o primeiro álbum do Iggy no top 40. Também alcançou a posição 88 no Kent Music Report na Austrália. A RCA lançou os singles "Sister Midnight" e "China Girl" em fevereiro e maio de 1977, respectivamente; ambos tinham o mesmo lado B - "Baby", e falharam nas paradas.
Embora a RCA esperasse que ele fizesse uma turnê para divulgar o Low, Bowie optou por continuar abrindo para o Iggy em sua própria turnê. Com Bowie tocando teclado, ele montou uma banda que incluía Ricky Gardiner na guitarra, com os irmãos e futuros companheiros de banda do Tin Machine, Tony Fox e Hunt Sales no baixo e na bateria, respectivamente. Os ensaios para a turnê The Idiot começaram em meados de fevereiro de 1977 e, segundo Gardiner, correram muito bem. Ele disse que Bowie estava bem em restringir seu envolvimento, não parecendo “minar” o Iggy de forma alguma. A turnê, a primeira do Iggy desde o fim dos Stooges, começou em 1º de março. a banda de abertura foi a banda de rock americana Blondie, que Bowie e Iggy convidaram depois que a dupla ouviu o álbum de estreia da banda em 1976. As músicas tocadas incluíam musicas populares dos Stooges, algumas musicas de The Idiot e músicas que apareceriam no álbum seguinte de Iggy, Lust for Life (1977). Bowie foi inflexível em não tirar os holofotes do Iggy, muitas vezes ficando atrás do teclado e não se dirigindo ao público; Giovanni Dadomo da Sounds relatou: "Se você queria David, você também conseguiu a banda."  A presença de palco de Iggy foi elogiada, embora alguns, incluindo Nick Kent, acreditassem que Bowie ainda estava no comando. A turnê durou até 16 de abril de 1977. The Idiot e sua turnê subsequente renderam ao Iggy maior fama e sucesso do que ele jamais havia alcançado com os Stooges. No entanto, durante as entrevistas, ele era frequentemente questionado mais sobre Bowie do que sobre seu próprio trabalho. Como resultado, Iggy adotou uma abordagem mais direta ao fazer Lust for Life, resultando em um som mais reminiscente de seus trabalhos anteriores.

## Influência e legado
Embora os críticos considerem The Idiot bom por si só, os fãs de Iggy criticaram-no por não ser representativo de seu repertório e como evidência de ele ter sido "cobaia" por Bowie para os próprios fins deste último. Em sua crítica contemporânea do disco, Riegel comenta: "Como a estrela de The Idiot  ... Iggy Pop parece mais sob o controle manipulador de David Bowie do que nunca, uma condição que pode ser considerada positiva ou negativa."  Além disso, Jones o descreveu como seu "segundo álbum favorito de David Bowie". Ao revisar Lust for Life, Pete Makowski da revista Sounds sentiu que The Idiot sofria por "fazer parte da queda de Bowie", chamando-o de "um prato Low disco". O'Leary considera The Idiot um álbum de Bowie tanto quanto um álbum Iggy. Embora se diga que a "Trilogia de Berlim" de Bowie consiste em Low, "Heroes" e Lodger (1979), O'Leary argumenta que a verdadeira "Trilogia de Berlim" consiste em The Idiot, Low e "Heroes", com Lust for Life como "suplemento" e Lodger um "epílogo". O próprio Bowie admitiu mais tarde: O pobre [Iggy], de certa forma, tornou-se uma cobaia para o que eu queria fazer com o som. Eu não tinha o material na época e não tinha vontade de escrever. Eu senti muito mais vontade de relaxar e apoiar o trabalho de outra pessoa, então aquele álbum foi oportuno, criativamente.
Bowie mais tarde retrabalhou "Sister Midnight" com novas letras como "Red Money" em Lodger, enquanto sua versão de "China Girl" em Let's Dance de 1983 se tornou um grande sucesso.
Siouxsie Sioux do Siouxsie and the Banshees descreveu The Idiot como uma "reafirmação de que nossas suspeitas eram verdadeiras - o homem era um gênio e que voz! O som e a produção são tão diretos e descomprometidos". O álbum foi citado como uma grande influência em artistas de rock, pós-punk, industrial e gótico, incluindo Depeche Mode, Nine Inch Nails e Joy Division. Tim Peacock do uDiscoverMusic argumentou mais tarde que The Idiot inventou o pós-punk. O álbum influenciou particularmente o Joy Division, que se formou nos meses entre os lançamentos de Low e The Idiot. Seu álbum de estreia, Unknown Pleasures (1979), baseou-se fortemente nas "paisagens sonoras industriais" e na "percussão implacável" de faixas como "Nightclubbing" e "Mass Production", observando também que The Idiot ainda estava sendo reproduzido no toca-discos do cantor Ian Curtis quando ele cometeu suicídio em 1980.
Além disso, Seabrook cita "Mass Production" como uma influência em bandas de rock alternativo moderno como Smashing Pumpkins e Radiohead. Em 2011, o membro da banda Killing Joke, Youth descreveu The Idiot como um de seus treze álbuns favoritos. Pitchfork posteriormente classificou The Idiot em 96.º lugar em sua lista dos cem melhores álbuns da década de 1970 em 2004. O álbum também foi incluído na edição de 2018 do livro de Robert Dimery, 1001 álbuns que você deve ouvir antes de morrer.

## Recepção crítica
| Críticas profissionais        | Críticas profissionais |
| Avaliações da crítica         | Avaliações da crítica  |
| Fonte                         | Avaliação              |
| ----------------------------- | ---------------------- |
| AllMusic                      | [ 20 ]                 |
| Chicago Tribune               | [ 71 ]                 |
| Encyclopedia of Popular Music | [ 72 ]                 |
| Pitchfork                     | 8.6/10                 |
| Q                             | [ 74 ]                 |
| Record Mirror                 | [ 75 ]                 |
| The Rolling Stone Album Guide | [ 76 ]                 |

## Faixas
Todas as faixas escritas e compostas por Iggy Pop e David Bowie, exceto onde indicado. 
| Lado A |                                                |         |  |
| N.º    | Título                                         | Duração |  |
| 1.     | "Sister Midnight" (Iggy, Bowie, Carlos Alomar) | 4:19    |  |
| 2.     | "Nightclubbing"                                | 4:14    |  |
| 3.     | "Funtime"                                      | 2:54    |  |
| 4.     | "Baby"                                         | 3:24    |  |
| 5.     | "China Girl"                                   | 5:08    |  |

| Lado B |                   |         |  |
| N.º    | Título            | Duração |  |
| 1.     | "Dum Dum Boys"    | 7:12    |  |
| 2.     | "Tiny Girls"      | 2:59    |  |
| 3.     | "Mass Production" | 8:24    |  |

## Músicos
- Iggy Pop  – vocais
- David Bowie  – teclados, sintetizador, guitarra, piano, saxofone, xilofone, backing vocals, produção
- Carlos Alomar  – guitarra
- Phil Palmer  – guitarra
- Laurent Thibault – baixo
- George Murray  – baixo
- Michel Santangeli – bateria
- Dennis Davis  – bateria
- Tony Visconti  – mixagem adicional